# Donald Alexander Mackenzie
Donald Alexander Mackenzie (Cromarty, 24 de julho de 1873 - Edinburgh, 2 de março de 1936) foi um jornalista e escritor escocês, tendo escrito mais de cinquenta trabalhos sobre mitologia, religião, antropologia e folclore.